# Juan Francisco Reyes (militar)
Juan Francisco Reyes (1749 - 1809), fue soldado de cuera en la expedición Portolá de 1769, y alcalde (magistrado municipal) del Pueblo de Los Ángeles durante tres mandatos y beneficiario de la concesión de tierras novohispanas de Rancho Los Encinos y luego Lompoc.

## Juan Francisco Reyes
En 1769 Francisco Reyes, abandonó su hogar en Nueva España para unirse a la tropa que acompaña al P. Junípero Serra en su viaje para el establecimiento de las misiones de California. Francisco Reyes sirvió en Monterrey y en San Luis Obispo y estuvo destinado en la Misión de San Antonio de Padua durante su construcción.
En 1784, Francisco Reyes recibió la concesión de tierras, el Rancho Los Encinos, que abarcaba lo que actualmente es el Valle de San Fernando en Los Ángeles, California. Empleó esta concesión de tierra para la cría de ganado. En 1795, sin embargo, los fundadores de la misión española decidieron que Rancho Los Encinos sería un lugar favorable para la Misión San Fernando por lo que Reyes devolvió el Rancho Los Encinos a la Misión y solicitó una nueva concesión recibiendo tierras en el centro de California en 1802, entre la Misión San Luis Obispo y la Misión La Purísima Concepción. Reyes no residía allí sino que mantenía una casa de adobe en el Pueblo de Los Ángeles. Reyes se convirtió en alcalde del Pueblo de Los Ángeles en 1790 y 1793-1795.
Francisco Reyes se casó con María del Carmen Domínguez con quien tuvo once hijos, algunos de los cuales fueron Antonio Reyes, Juana Reyes y José Jacinto Reyes. El cuñado de Francisco Reyes, José María Domínguez, fue el concesionario del Rancho Las Virgenes. En 1845, José María Domínguez vendió el Rancho Las Vírgenes a María Antonia Machado de Reyes.

## Antonio Faustino Reyes
Antonio Faustino Reyes (1785-1844), hijo mayor de Juan Francisco Reyes, se casó con María Clara Cota el 31 de julio de 1816 en la Misión San Gabriel. Más tarde, sirvió como parte de la milicia de Los Ángeles y en el Presidio de San Diego. Tuvieron 6 hijos.

### Antonio María Reyes
Antonio María Reyes (1822-1928) hijo de Antonio Faustino Reyes, se casó con María Trinidad Jesús Francisca Vejar el 18 de enero de 1852, en San Gabriel, California. Tuvieron 7 hijos. María era hija de Nepomuceno Ricardo Vejar (1805 - 1882). Ricardo Vejar sirvió como Juez de Campo (Juez de Campo) en Los Ángeles en 1833. Vejar poseía una tercera parte de Rancho San José y también era propietario de Rancho Los Nogales. Antonio murió a la edad de 105 años en Orange, California.

## José Jacinto Reyes
José Jacinto Reyes (1788-1837), hijo de Juan Francisco Reyes, se casó con María Antonia Francisca Valentina Machado (1792 - 1863) en 1808 y tuvieron catorce hijos antes de su temprana muerte. Tanto el padre de José, Juan Francisco Reyes, como el padre de María, José Manuel Machado, fueron soldados de cuero en la expedición de Portolá.

### Ysidro Reyes
José Ysidro Reyes (1813 - 1861), hijo de José Jacinto Reyes y María Antonia Machado, se casó con María Antonia Villa.  Ysidro Reyes vivía en Los Ángeles y era dueño de uno de los viñedos más grandes de la zona. También tenía un negocio que transportaba brea (alquitrán) desde los pozos de alquitrán en Rancho La Brea hasta hogares en Los Ángeles. En 1839 Reyes, junto con su amigo Francisco Márquez, recibieron conjuntamente la merced de tierras mexicanas Rancho Boca de Santa Mónica.

### José Paulino Reyes

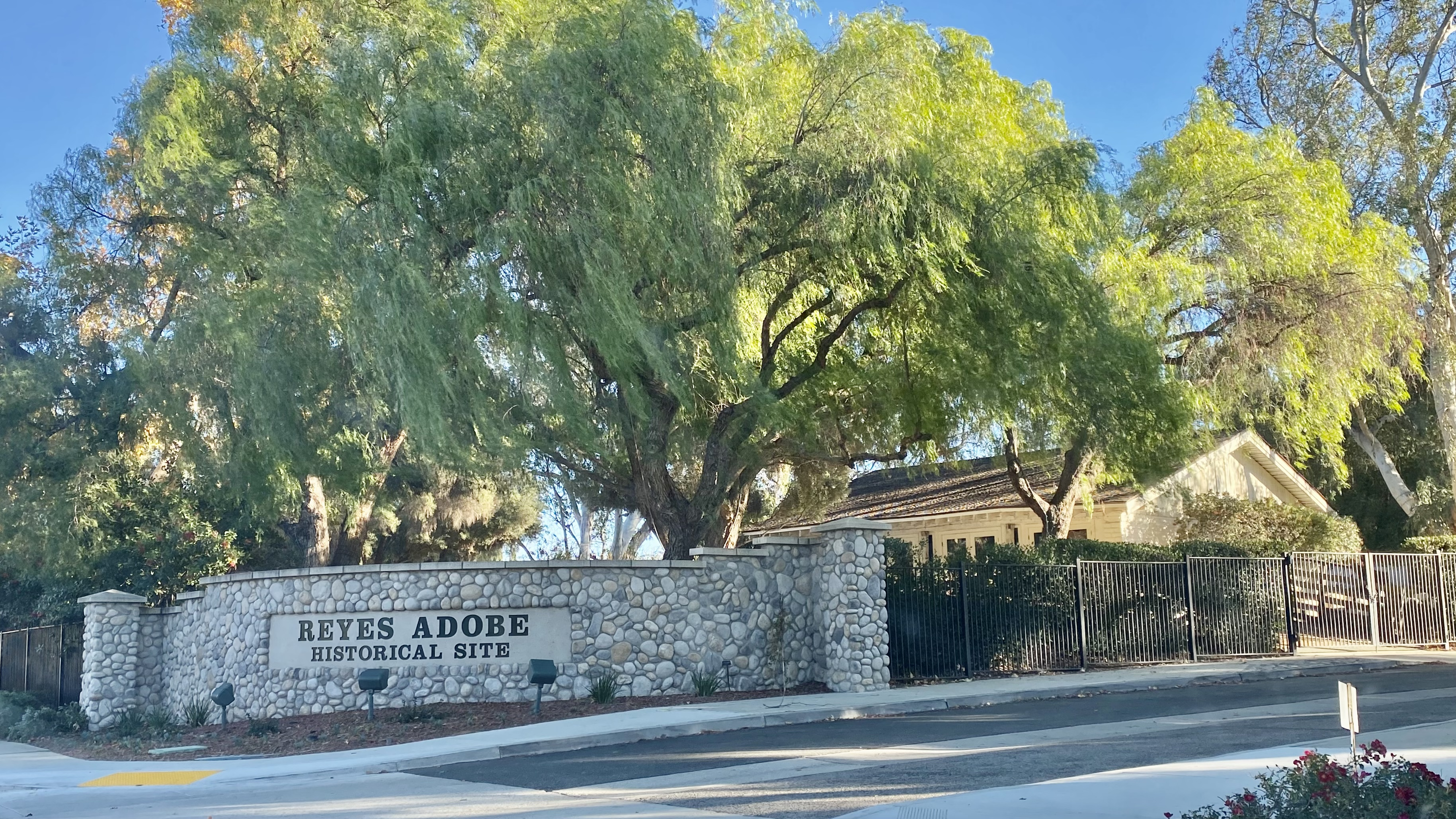
Ubicado en 5464 Reyes Adobe Road, Agoura Hills, frente a Reyes Adobe Park

José Paulino Reyes (1824 -), hijo de José Jacinto Reyes y María Antonia Machado, construyó una casa de adobe en Rancho Las Virgenes alrededor de 1850.